# 新加坡護照
新加坡護照，是供新加坡公民選用的旅行證件之一，由移民與關卡局負責簽發，現有版本封面顏色為红色。
自2006年8月15日起簽發的新護照，均加入了生物特徵技術，其主要原因是為適應美國免簽證計劃（Visa Waiver Program）的要求。該技術亦加強其防偽能力。每本生物特徵護照為數64頁，比以往機讀護照的96頁為少，申請費用方面也增至80新元，但透過郵寄或互聯網申請可享10新元回贈。
在有效期方面，16歲及以上持有人為10年，16歲以下持有人則為5年。如果申請人續領9個月以下有效期的護照，可把舊護照的剩餘期限加進新護照內，其上限為9個月。
根据2025年1月8日发布的亨利护照指数，新加坡护照持有者可以免签、落地签或电子签证方式前往195个国家和地区，位居世界第1。

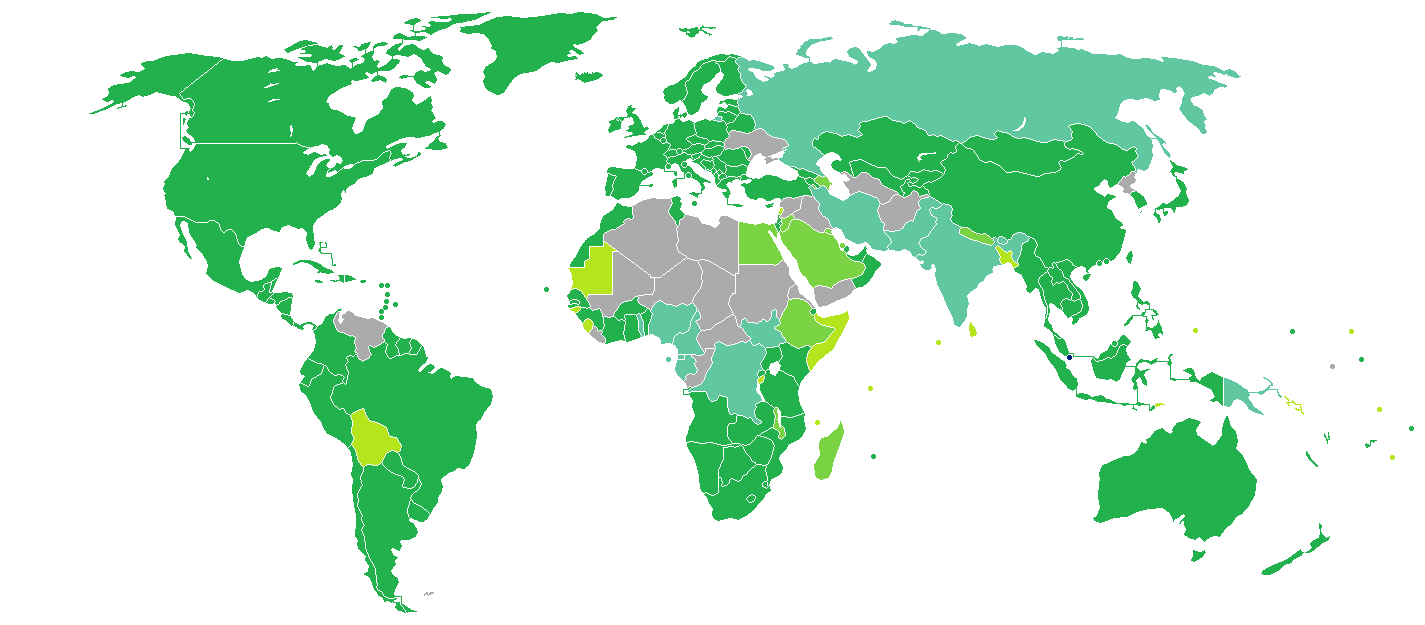
新加坡公民签证要求